# لتکش
لتکش (به مجاری:  Letkés) یک شهرداری در مجارستان است که در ناحیه سوب واقع شده‌است. لتکش ۲۴٫۵۵ کیلومتر مربع مساحت و ۱٬۱۶۵ نفر جمعیت دارد.